# Thailanda Open 2024
Thailanda Open 2024 a fost un turneu de tenis feminin care s-a jucat pe terenuri dure acoperite. A fost cea de-a patra ediție a Thailanda Open și a făcut parte din Circuitul WTA 2024. A avut loc la True Arena Hua Hin din Hua Hin, Thailanda în perioada 29 ianuarie – 4 februarie 2024.

## Campioni

### Simplu
Pentru mai multe informații consultați Thailanda Open 2024 – Simplu

### Dublu
Pentru mai multe informații consultați Thailanda Open 2024 – Dublu

## Puncte și premii în bani

### Distribuția punctelor
| Probă  | C   | F   | SF | QF | Runda 2 | Runda 1 | Q   | Q2  | Q1  |
| Simplu | 250 | 163 | 98 | 54 | 30      | 1       | 18  | 12  | 1   |
| Dublu  | 250 | 163 | 98 | 54 | 1       | N/A     | N/A | N/A | N/A |